# Julián Acuña Galé
Julián Baldomero Acuña Galé (Camagüey, 27 febbraio 1900 – Città del Messico, 24 luglio 1973) è stato un botanico cubano specializzato in Patologia vegetale.

## Biografia
Acuña Galé  fu direttore della Stazione sperimentale agricola di Santiago de Las Vegas. La sua attività di ricerca fu incentrata sulla Fitopatologia e sull'introduzione di nuove e migliorate varietà di piante ad uso alimentare e da foraggio. La sua attività in campo lo portò, invece, a costituire numerose raccolte di campioni botanici, tra i quali vi sono molte nuove specie da lui descritte o nominate in suo onore.